# Shimako Satō
Shimako Satō (佐藤嗣麻子, Satō Shimako) (nascuda el 1964) és una directora de cinema i guionista japonesa. Coneguda per haver dirigit Eko Eko Azarak: Wizard of Darkness (1995) i K-20: Legend of the Mask (2008). El seu marit és el famós cineasta Takashi Yamazaki.

## Carrera
Nascuda a la prefectura d'Iwate, Satō va assistir a l'Asagaya College of Art and Design abans d'estudiar cinema a la London International Film School. El 1995 va dirigir Wizard of Darkness que va guanyar el premi Minami Toshiko al Festival Internacional de Cinema Fantàstic de Yubari de 1995.

## Filmografia
Cinema
| Any  | Títol                                 | Director | Guionista | Ref.  |
| ---- | ------------------------------------- | -------- | --------- | ----- |
| 1992 | Tale of a Vampire                     | Sí       | Sí        | [ 2 ] |
| 1995 | Eko Eko Azarak: Wizard of Darkness    | Sí       | No        | [ 2 ] |
| 1996 | Eko Eko Azarak 2: Birth of the Wizard | Sí       | No        | [ 2 ] |
| 2007 | Unfair: The Movie                     | No       | Sí        | [ 2 ] |
| 2008 | K-20: Legend of the Mask              | Sí       | Sí        | [ 2 ] |
| 2010 | Ghost: In Your Arms Again             | No       | Sí        | [ 2 ] |
| 2010 | Yamato, la nau espacial de combat     | No       | Sí        | [ 2 ] |
| 2011 | Unfair 2: The Answer                  | Sí       | Sí        | [ 2 ] |
| 2015 | Unfair: The End                       | No       | Sí        | [ 2 ] |
| 2024 | The Yin Yang Master 0                 | Sí       | Sí        | [ 7 ] |

Minisèries
| Any  | Títol                                        | Director | Guionista |
| ---- | -------------------------------------------- | -------- | --------- |
| 2000 | Yasha                                        | Sí       | Sí        |
| 2001 | Sitto no nioi                                | Sí       | Sí        |
| 2003 | Dôbutsu no oisha-san                         | Sí       | No        |
| 2004 | Minami-kun no Koibito                        | Sí       | No        |
| 2013 | Dokushin kizoku                              | No       | Sí        |
| 2014 | Miyamoto Musashi                             | No       | Sí        |
| 2015 | Siren                                        | No       | Sí        |
| 2015 | Tales of the Unusual: Film directors special | Sí       | No        |

Director de seqüències de pel·lícules CG de videojocs
- Resident Evil Code: Veronica/Code: Veronica X[a] (2000-2001)
- Onimusha: Warlords[b] (2001)